# Complexe de castration
Le complexe de castration résultant de  l’angoisse de castration est chez Freud un élément déterminant de la théorie du complexe d'Œdipe. Il est l'organisateur de la différence des sexes.
La théorie psychanalytique va évoluer sur le complexe de castration après Freud. Jacques Lacan, notamment, théorise la castration symbolique comme un type de manque pour le sujet.

## Découverte du complexe de castration
Selon Laplanche et Pontalis, « l'analyse du Petit Hans » a été déterminante dans la découverte du complexe de castration par Freud. 

## Différence des sexes
Très lié au complexe d'Œdipe et en tant qu'organisateur de la différence des sexes, le complexe de castration est « centré sur le fantasme de castration, celui–ci venant apporter une réponse à l'énigme que pose à l'enfant la différence anatomique des sexes (présence ou absence du pénis) : cette différence est attribuée à un retranchement du pénis chez la fille ». Pour le garçon, « il en résulte une intense angoisse de castration », tandis que pour la fille, « l'absence de pénis est ressentie comme un préjudice subi qu'elle cherche à nier, compenser ou réparer ».

## Élaboration de la théorie
Les Trois essais sur la théorie sexuelle paru en 1905, texte auquel Freud apporta plusieurs ajouts ultérieurs, contient l'essentiel de la théorie moniste de la libido  ordonnée autour du complexe de castration. Un chapitre y est consacré aux reconfigurations de la puberté. 
L'articulation du complexe de castration avec l'hystérie, la névrose obsessionnelle et la phobie se complète d'une compréhension du fétichisme et de l'homosexualité.

## Évolution de la théorie à la suite de Freud
Laplanche et Pontalis relèvent en particulier les élaborations théoriques d'August Stärcke et d'Otto Rank: « castration primaire » durant « l'expérience de l'allaitement et du retrait du sein » chez Stärcke, et « expérience originaire effectivement vécue » selon la thèse de Rank, au moment de « la séparation d'avec la mère dans le traumatisme de la naissance ».

## La « castration » chez Jacques Lacan
La castration chez Lacan est l'élément central du complexe d'Œdipe tel qu'il le formule : c'est pour l'enfant la privation de sa relation fusionnelle avec sa mère qui le fait passer d'une relation imaginaire (il imagine avec jouissance être une part de sa mère) à une relation symbolique (il verbalise l’absence de sa mère, sa relation avec elle et sa relation au monde). Ce dont est alors privé l'enfant est nommé l'objet a par Lacan, c'est un objet imaginaire.
Cette castration est un traumatisme : elle est acceptée par le névrosé, mais étant traumatisante, elle est refoulée (et elle est le premier refoulement) ; elle est effective mais est l'objet d'un déni par le pervers ; et le psychotique ne l'a pas connue (il y a forclusion), il reste donc dans une perception imaginaire du monde, avec une symbolisation instable.

#### Textes de référence
- Sigmund Freud,
  - Trois essais sur la théorie sexuelle, in OCF.P, t. VI, Paris, PUF, 2006,   (ISBN 2 13 053947 5), trad.: P. Cotet, F. Rexand-Galais. Éd poche, Paris, PUF, 2010, coll. « Quadrige », préface de François Robert,  (ISBN 978-2-13-057953-3).
  - « Analyse d'une phobie d'un petit garçon de cinq ans : Le Petit Hans », (1909), Paris, PUF, 2006,  (ISBN 2130516874).
  - Inhibition, symptôme et angoisse, (1926), Paris, PUF, 2005,  (ISBN 2130549802).
- Collectif (S. Freud, K. Abraham, S. Ferenczi, K. Horney, E. Jones, M. Klein, et al.), Le Complexe de castration, un fantasme originaire, Paris, Sand & Tchou, 1997,  (ISBN 2710705907).
- Otto Rank, Le traumatisme de la naissance (1924), Paris, Payot, 2002, coll. « Petite Bibliothèque Payot »,  (ISBN 2-228-89551-2).
- (en) August Stärcke, The castration complex, dans International Journal of Psychoanalysis, 1921, II.
- Jacques Lacan,
  - La relation d’objet, Séminaire, livre IV, Paris, Le Seuil, 1994.
  - L'angoisse, Séminaire, livre X, Paris, Le Seuil, 2004.

#### Études
(Dans l'ordre alphabétique des noms d'auteurs)
- Marie-Claude Carreau-Rizzetto, « Le fantasme de castration et les personnalités limites », Cliniques méditerranéennes, 2003/2 (no 68), p. 219-232, DOI : 10.3917/cm.068.0219. [lire en ligne]
- Roland Chemama (dir.) et Bernard Vandermersch (dir.), Dictionnaire de la psychanalyse, Paris, Larousse, 2009, 4e éd., 602 p. (ISBN 978-2-03-583942-8), entrée : « complexe de castration »
- Collectif, « Phallus et fonction phallique chez Lacan », Psychanalyse, 2007/3 (n° 10), p. 95-103. DOI : 10.3917/psy.010.0095. [lire en ligne]
- André Green, « Le complexe de castration »,  Paris, PUF, 2007, coll. « Que-sais-je ? »,  (ISBN 2130560172) : « Complexe : de castration, d'Œdipe ; Précisions terminologiques », dans : André Green éd., Le complexe de castration, Paris, Presses universitaires de France, coll. « Que sais-je ? », 2007, p. 21-25, [lire en ligne] ; « Le complexe de castration chez Freud », dans : André Green éd., Le complexe de castration, Paris, PUF, coll. « Que sais-je ? », 2007, p. 35-70. [lire en ligne] ; « La sexualité féminine et le complexe de castration », dans : André Green éd., Le complexe de castration, PUF, coll. « Que sais-je ? », 2007, p. 107-116, [lire en ligne]
- Jean Laplanche, « Le genre, le sexe, le sexual », dans Sexual. La sexualité élargie au sens freudien. 2000-2006, Paris, PUF, 2007, coll. « Quadrige », p. 153–193  (ISBN 978-2-13-055376-2).
- Jean Laplanche et Jean-Bertrand Pontalis, Vocabulaire de la psychanalyse, (1967), Paris, PUF, 2007, coll. « Quadrige », entrée: « Complexe de castration »,  (ISBN 2130560504).
- Veronica Mächtlinger, « Graf, Herbert », in Alain de Mijolla (dir.), Dictionnaire international de la psychanalyse 1. A/L., Paris, Calmann-Lévy, 2002, p. 688-689,  (ISBN 2-7021-2530-1).